# Hoa hậu Hoàn vũ Albania
Hoa hậu Albania được tồ chức lần đầu năm 1991.Người chiến thắng cuộc thi này sẽ tham dự Hoa hậu Hoàn vũ và Hoa hậu Thế giới

## Lịch sử
- 1991-2001: Người chiến thắng sẽ tham dự Hoa hậu Thế giới
- 2002-nay:Người chiến thắng sẽ tham dự Hoa hậu Hoàn vũ

### Hoa hậu Hoàn vũ
| Năm  | Hoa hậu Hoàn vũ Albania | Quê hương   | Thành tích    |
| 2002 | Anisa Kospiri           | Tirana      | Top 10        |
| 2003 | Denisa Kola             | Tirana      |               |
| 2005 | Agnesa Vuthaj           | Istog***    |               |
| 2006 | Eralda Hitaj            | Tirana      |               |
| 2007 | Sadina Alla             | Tirana      |               |
| 2008 | Matilda Mecini          | Tirana      | Unplaced      |
| 2009 | Hasna Xhukiçi           | Fier        | Top 15        |
| 2010 | Angela Martini          | Shkodër     | Top 10        |
| 2011 | Xhesika Berber          | Tirana      |               |
| 2012 | Adrola Dushi            | Lezhë       |               |
| 2013 | Fioralba Dizdari        | Tirana      | không tham dự |
| 2014 | Zhaneta Byberi          | Tirana      |               |
| 2015 | Megi Luka               | Fushë-Krujë |               |
| 2016 | Lindita Idrizi          | Elbasan     | Unplaced      |

### Hoa hậu Thế giới
| Năm  | Thí sinh        | Thành tích | Giải phụ                |  |
| 2002 | Anjeza Maja     |            |                         |  |
| 2003 | Denisa Kola     |            | Hoa hậu Scholarship     |  |
| 2004 | Agnesa Vuthaj   |            |                         |  |
| 2006 | Suada Sherifaj  |            |                         |  |
| 2007 | Elda Dushi      |            | Top 16 Hoa hậu Thể thao |  |
| 2008 | Egla Harxhi     |            |                         |  |
| 2009 | Armina Mevlani  |            | Top 22 Hoa hậu Tài năng |  |
| 2010 | Arnita Beqiraj  |            |                         |  |
| 2011 | Isi Topçiu-Ulaj |            | Top 20 Top Model        |  |
| 2012 | Floriana Garo   |            |                         |  |
| 2013 | Ersela Kurti    |            |                         |  |
| 2014 | Xhensila Pere   |            |                         |  |
| 2015 | Kristina Bakiu  |            | Top Model Top 15        |  |
| 2016 | TBA             | TBA        |                         |  |